# Ruta microcarpa
Ruta microcarpa — вид квіткових рослин родини Рутові (Rutaceae), ендемік Канарських островів (Гомера).

## Поширення
Ендемік Канарських островів (Гомера)
Цей кущ зростає в чагарникових місцевостях, пов'язаних із теплолюбним лісом на висотах від 350 до 675 м н.р.м.

## Загрози та охорона
Основною загрозою для цього виду є стан фрагментації його популяції, що обмежує генетичний обмін між субпопуляціями.
Вид перераховано в додатку I до Конвенції про охорону європейської дикої природи та природних середовищ існування (Бернська конвенція). В Іспанському червоному списку має статус CR. Деякі субпопуляції зустрічаються в межах природоохоронних територій.